# Acoblador acústic

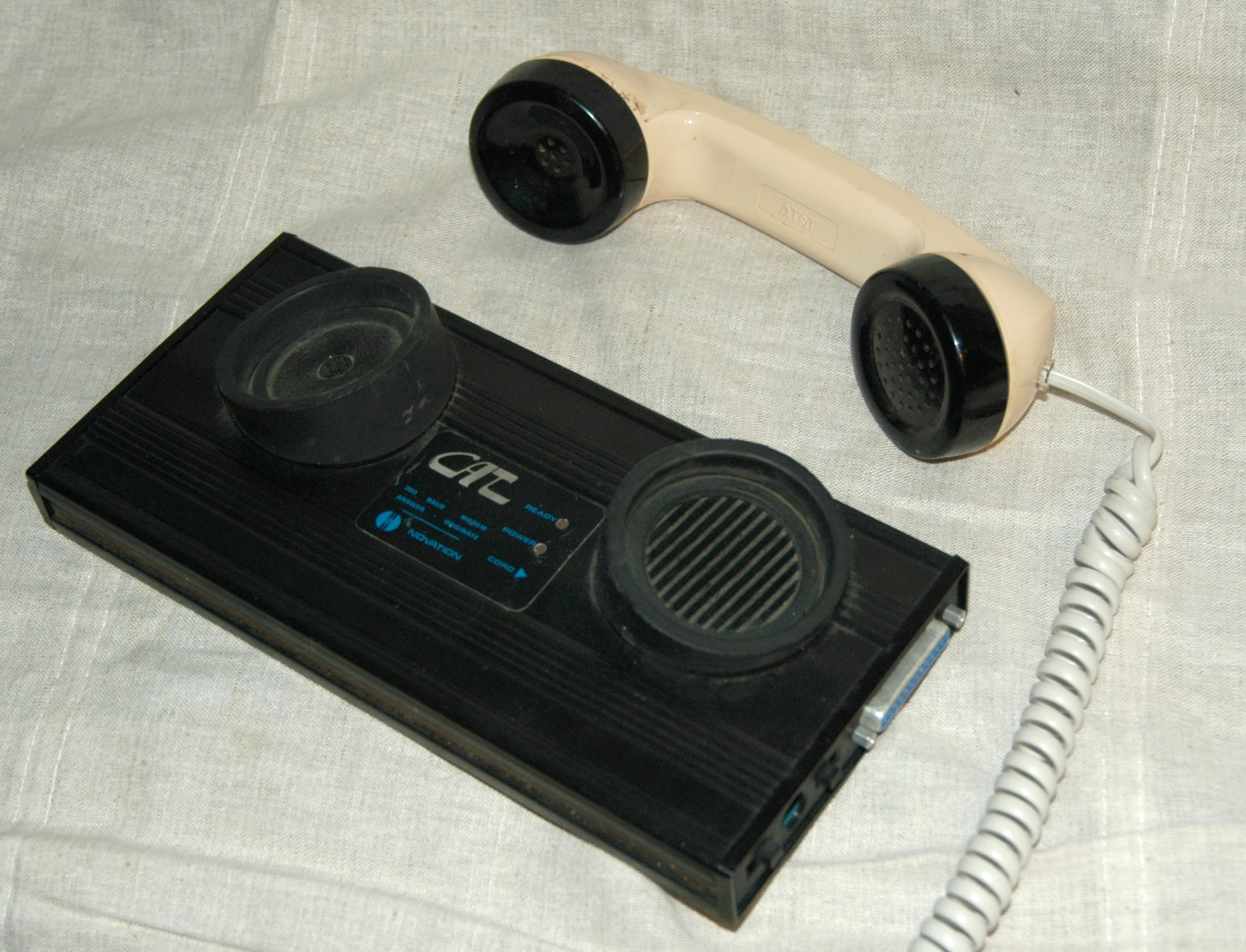
Novation CAT mòdem amb acoblador acústic

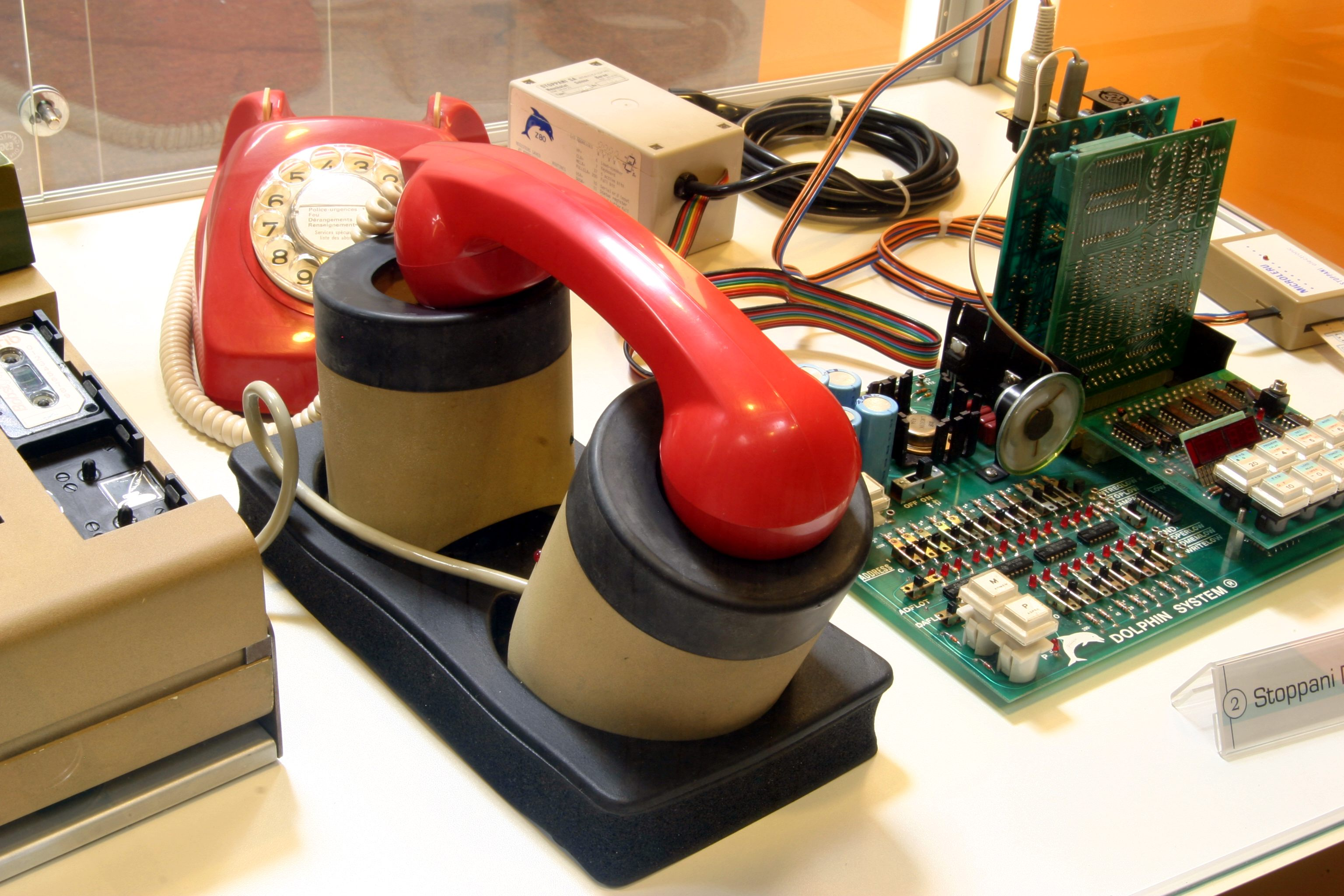

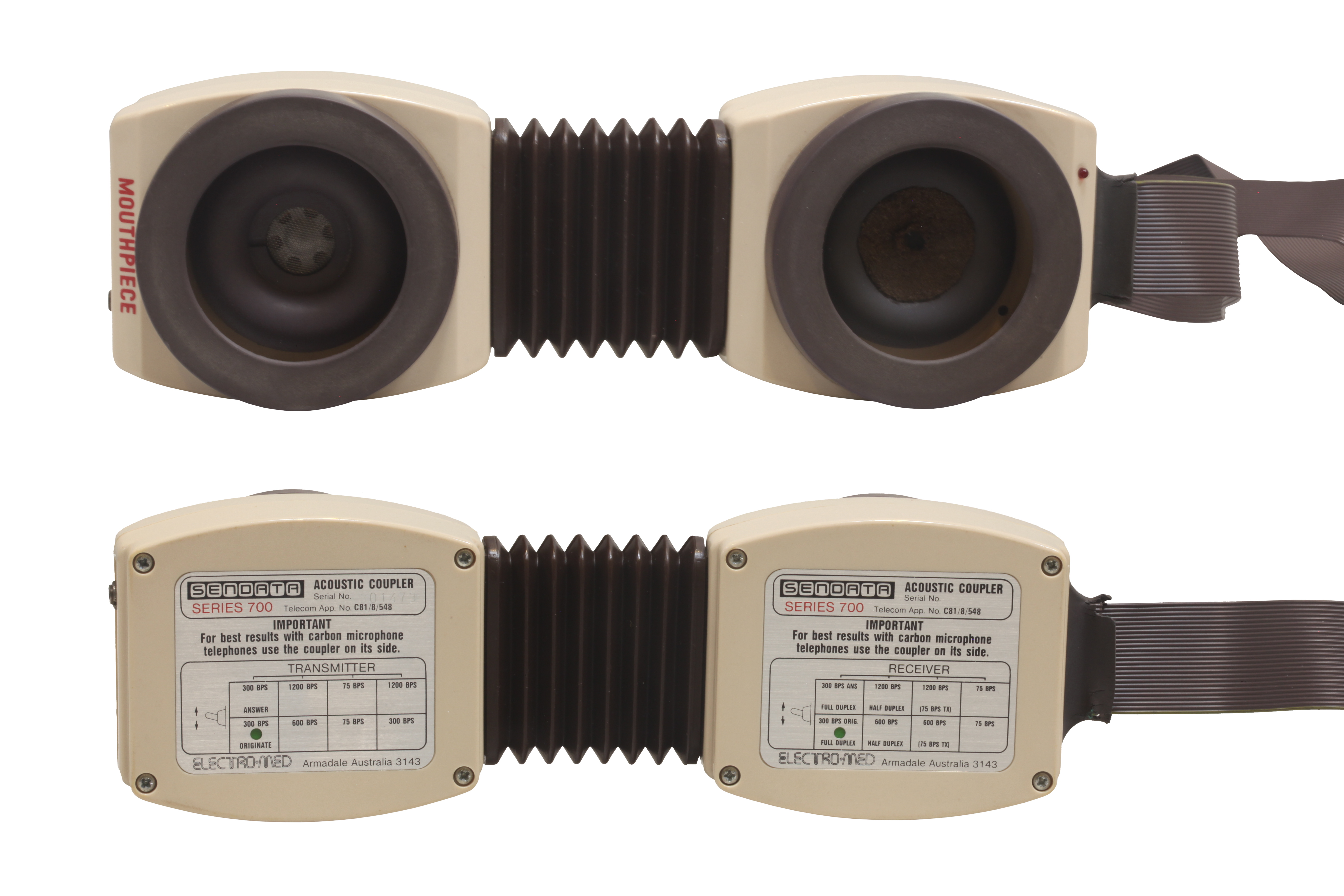
Sendata Sèrie 700

En telecomunicacions, un acoblador acústic és un dispositiu d'interfície per a acoblar senyals elèctrics per mitjans acústics, normalment en mode full duplex des d'un aparell telefònic.
L'enllaç s'aconsegueix a través de la conversió dels senyals elèctrics de la línia telefònica en so i reconvertint el so en els senyals elèctrics necessaris per al terminal final, com ara un teletip, en lloc de fer-ho a través d'una connexió elèctrica directa

## Història
Abans de la seva anul·lació el 1984, el monopoli legal de Bell System sobre la telefonia als Estats Units va permetre a la companyia imposar regles estrictes sobre com els consumidors podien accedir a la seva xarxa. Els clients tenien prohibit connectar-hi equips no fabricats o venuts per Bell La mateixa prohibició era operativa en gairebé tots els països en que les companyies telefòniques eren de propietat estatal. En moltes llars, els telèfons estaven cablejats directament als terminals de paret abans que es normalitzessin els connectors com el RJ11 o el BS 6312.
Aquesta situació,com s'ha dit, era similar en la majoria de països. A Austràlia, fins al 1975, el PMG, un monopoli del Govern, era propietari de tot el cablejat telefònic i l'equip en les instal·lacions dels usuaris i prohibia la connexió de dispositius de tercers. Encara que la majoria dels telèfons estaven connectats amb connectors de la sèrie 600, aquests eren específics per Austràlia, així que els equips d'importació no es podien connectar directament a la línia, tot i tenir una compatibilitat elèctrica general.
No va ser fins al 1956 quan una sentència històrica del Tribunal de Justícia en relació amb el Hush-A-Phone, va permetre per primera vegada, l'ús d'un telèfon supletori d'una tercera part; tot i que el dret d'AT&T per a regular qualsevol dispositiu connectat al sistema telefònic havia estat confirmat pels tribunals, se'ls va ordenar que cessessin la interferència cap als usuaris de Hush-A-Phone. Una segona decisió judicial de 1968 referent a Carterfone va permetre més tard que qualsevol dispositiu no nociu per al sistema es pogués connectar directament a la xarxa d'AT&T. Aquesta decisió va permetre la proliferació d'innovacions posteriors com contestadors automàtics, fax, i mòdems.

## Aplicacions
Quan els inventors van començar a desenvolupar dispositius per enviar senyals no vocals a través de la línia telefònica, es va fer evident la necessitat d'una solució per a les restriccions de Bell. Ja el 1937, les màquines de telefax emprades pels diaris utilitzaven algun tipus d'acoblador, de vegades acústics, i de vegades amb bobina magnètica per a la comunicació unidireccional. L'acoblament bidireccional multiplexat del telèfon no calia per aquestes màquines de fax primitives.
Robert Weitbrecht va crear una solució per a les restriccions de Bell el 1963. Va desenvolupar un dispositiu d'acoblament que convertia el so de l'auricular del microtelèfon en senyals elèctrics i convertia els senyals elèctrics procedents del teletip amb so que s'acoblava a la boca del microtelèfon. El seu acoblador acústic és conegut com a "Weitbrecht Modem".
El mòdem Weitbrecht va inspirar a altres enginyers a desenvolupar altres mòdems que funcionessin amb terminals ASCII de 8 bits a un ritme més ràpid. Aquests mòdems o acobladors van ser desenvolupats al voltant del 1966 per John van Geen a l'Institut de Recerca de Stanford (ara SRI International), que imitava les operacions d'un microtelèfon estàndard. Un model comercial primitiu va ser construït per Livermore Data Systems el 1968. Calia fer el marcatge manualment en el telèfon, i quan la connexió s'establia (es sentien els tons FSK), posar el microtelèfon sobre el sistema d'acoblament del mòdem acústic; més tard es va poder fer el marcatge des de l'ordinador (amb el conjunt de dades de la companyia telefònica).
Amb sort es podia arribar a 300 bauds (~ bits /segon) les taxes de transmissió, però 150 bauds era el més típic. Aquesta velocitat era suficient per als terminals basats en una màquina d'escriure, com la IBM 2741, funcionant a 134.5 bauds, o el tele-impressor ASR-33 funcionant a 110 bauds.
El límit superior pràctic per als mòdems acoblats acústicament va ser de 1200 bauds, primer posat a disposició el 1973 per Vadic i 1977 per AT&T. Es va estendre el 1985 amb l'arribada del Hayes Smartmodem 1200A. Aquests dispositius van facilitar la creació de les BBS (Bulletin Board System) de marcatge directe, precursores dels moderns xats, fòrums i correu electrònic d'Internet.

## Disseny
Atès que els telèfons eren subministrats per la companyia telefònica, la majoria tenia la mateixa forma i dimensions, simplificant així l'acoblament físic. Un micròfon i un altaveu dins de la caixa del mòdem captaven i transmetien els tons de la modulació (codificats normalment en FSK), i els circuits del módem convertien aquests senyals binaris FSK de la línia d'àudio cap un sòcol bidireccional RS232, per a connectar-hi un teleimpressor o un ordinador.
En línies generals: es col·locava un auricular i un micròfon d'un telèfon estàndard dins un suport dissenyat per encaixar ben ajustats (mitjançant unes copes de goma) al voltant del micròfon i l'auricular del "microtelèfon connectat a la línia telefònica". Un mòdem modulava l'altaveu dins la copa acoblada al micròfon del "microtelèfon", i de-modulava el so captat pel micròfon dins l'altre copa fixada a l'auricular del "microtelèfon"; d'aquesta manera podien circular els senyals en ambdues direccions.
Els acobladors acústics eren sensibles al soroll ambient i depenien de l'estandardització generalitzada de les dimensions dels microtelèfons.De fet però, les connexions elèctriques directes a les xarxes telefòniques, un cop legalitzades, es van convertir ràpidament en el mètode preferit per a connectar els mòdems, i l'ús dels acobladors acústics va disminuir dràsticament; tot i així, sense voler obviar la proliferació mundial del wifi tant en llocs públics com semipúblics (aeroports, hotels, bars, etc..), els acobladors acústics encara tenen sentit per a les persones amb discapacitat auditiva, ja que molts models de TDD's (Dispositiu de Telecomunicacions per a Sords) encara tenen un acoblador acústic incorporat, que permet un ús més universal amb telèfons públics i en les trucades per a persones sordes o que viatgen en àrees del món on la connexió elèctrica a la xarxa telefònica és il·legal o poc pràctica.

## En el cinema
Un acoblador acústic es mostra a primer cop d'ull a la pel·lícula "WarGames" del 1983, quan el personatge David Lightman (representat per l'actor Matthew Broderick) col·loca un telèfon en el bressol d'un mòdem acústic fent ús de la línia telefònica per a la interconnexió amb les xarxes informàtiques en desenvolupament en aquella època -en aquest cas, un ordinador de comandament militar-.